# Albert Polman (1902-1959)

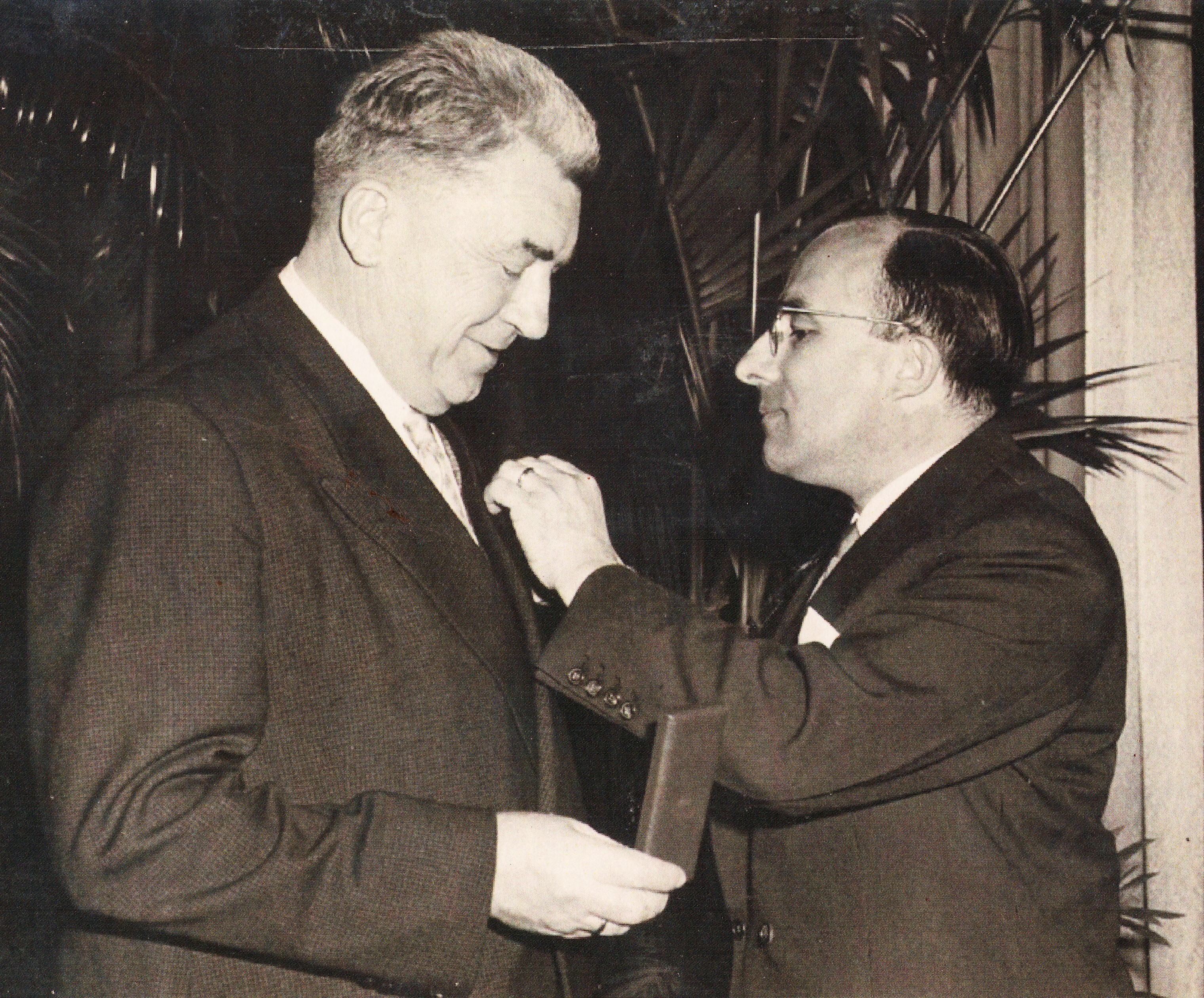
Albert Polman en minister Jo Cals

Albert Polman (Broekhuizen, 27 augustus 1902 – Groningen, 25 april 1959) was een Nederlands medicus.

## Opleiding en werk
Polman studeerde medicijnen en werd in 1929 huisarts te Hoogkerk. Hij promoveerde op 19 december 1938 op een proefschrift over een- en twee-eiige tweelingen (Een experimenteel psychologisch onderzoek naar de invloed van de erfelijke aanleg op psychische kenmerken).

## Tweede Wereldoorlog
Gedurende de Tweede Wereldoorlog was Polman blokhoofd in de provincie voor Medisch Contact (de verzetsorganisatie van artsen). Op 25 mei 1943 bereidde Medisch Contact een brief voor aan de Rijkscommissaris waarin een lidmaatschap van de Artsenkamer absoluut werd afgewezen en de Rijkscommissaris verantwoordelijk werd gesteld voor de gevolgen van de onrust die hij in het artsenkamp had geschapen. Deze brief werd door 3500 artsen ondertekend, onder wie Polman. De reactie van de bezetter was grondig, er werden 360 artsen, onder wie Polman, opgepakt en naar Kamp Amersfoort afgevoerd.

## Naoorlogse werkzaamheden
Na de oorlog, in 1945, werd hij geneeskundig Inspecteur voor de Volksgezondheid voor de drie noordelijke provinciën als opvolger van Piet Muntendam. In 1949 werd de Gezondheidsorganisatie van TNO geformeerd. Polman werd op 1 januari 1950 de eerste voorzitter. Op hetzelfde tijdstip werd hij ook voorzitter van de Voedingsorganisatie van TNO. Daarnaast was hij van 1951 tot 1958 de eerste hoogleraar antropogenetica aan de Rijksuniversiteit Groningen. Hij was een groot voorstander van samenwerking tussen de twee organisaties van TNO, met name ten aanzien van het gezamenlijk subsidiëren van projecten met bijzondere gezondheids- en voedingsaspecten. Om deze samenwerking verder te bevorderen werd hij in 1956 benoemd tot lid van het Bestuur der Stichting Voorlichtingsbureau voor de Voeding (tegenwoordig Voedingscentrum).
Daarnaast was hij hoofd van de afdeling voor Antropogenetica van het Nederlands Instituut voor Preventieve Geneeskunde in Leiden, lid van de Gezondheidsraad en maakte hij deel uit van de Beheerscommissie van het Simons Fonds van de Nederlandse Eugenetische Federatie en trad op als beschermheer van het internationale Congres van Verwarming en Klimaatregeling, in september 1958 gehouden in het kader van de Expo in 1958 in Brussel.
Polman overleed in 1959 op 56-jarige leeftijd aan de gevolgen van een ernstige ziekte in het Academisch Ziekenhuis Groningen.

## Erkenning
Er hangt een borstbeeld van Polman op het Antropogenetisch Instituut in Groningen en de Polmanstraat in Hoogkerk (gemeente Groningen) is naar hem vernoemd. In 1957 werd hij benoemd tot ridder in de Orde van de Nederlandse Leeuw. Zijn kleinzoon is Albert Polman (1961).

## Artikelen
- 1939. Zwangerenzorg. Tijdschrift voor Sociale Geneeskunde
- 1941. Geboorte en sterfte in de provincie Groningen (1929-1938).  Tijdschrift voor Sociale Geneeskunde
- 1941. De bevolkingsbeweging in de provincie Groningen (1929-1938)  Tijdschrift voor Sociale Geneeskunde
- 1942. Over doodgeborenen in Groningen en Drente (1928-1939)  Tijdschrift voor Sociale Geneeskunde
- 1942. De invloed van de erfelijkheid bij de mens.  Het Groene en het Witte Kruis.
- 1946. De epidemiologie van de acute nefritis.  Tijdschrift voor Sociale Geneeskunde
- 1947. Monstruositeit en andere vormgebreken als oorzaak van doodgeborenen. Tijdschrift voor Sociale Geneeskunde
- 1947. Het onmaatschappelijk gezin.  Tijdschrift voor Sociale Geneeskunde
- 1947. Aangeboren vormgebreken als oorzaak van doodgeboorte.  Tijdschrift voor Sociale Geneeskunde
- 1948. Doodsoorzaken in Nederland. Tijdschrift voor Sociale Geneeskunde
- 1949. Over de aetiologie van enkele aangeboren misvormingen.  Tijdschrift voor Sociale Geneeskunde
- 1949. Ancephaly, spina bifida and hydrocephaly. A contribution to our knowledge of the causal genesis of congenital malformations. Genetica.
- 1951. Nog eens over de sociale geneeskunde.  Tijdschrift voor Sociale Geneeskunde
- 1951. Ontwikkeling en huidige stand van de sterfte in Nederland en België. Vereniging voor Demografie
- 1951. Geografische en confessionele invloeden van de huwelijkskeuze in Nederland. Onderzoekingen en Mededelingen uit het Instituut voor Praeventieve Geneeskunde
- 1951. Over de consanguine huwelijken in Nederland. Onderzoekingen en Mededelingen uit het instituut voor Praeventieve Geneeskunde
- 1952. Een onderzoek naar de doeltreffendheid van de geneeskundige beroepsuitoefening.  Tijdschrift voor Sociale Geneeskunde
- 1952. Quantitatieve geslachtsverhoudingen bij de geboorte en in de eerste levensmaand. Tijdschrift voor Sociale Geneeskunde
- 1953. Enkele aspecten van de Volksgezondheid in Drente en Groningen ten opzichte van het Rijk in de eerste helft van deze eeuw.  Tijdschrift voor Sociale Geneeskunde
- 1954. Biologie en bevolkingspathologie. Tijdschrift voor Sociale Geneeskunde
- 1954. De levensduur van de mensen de veroudering van de bevolking.  Tijdschrift voor sociale geneeskunde
- 1954. Chronische ziekten in de samenleving.  Tijdschrift voor Sociale Geneeskunde.
- 1954. Arbeidsgeneeskunde in Finland. Tijdschrift voor Sociale Geneeskunde
- 1955. Samen met Dr. R.J. van Zonneveld. Levensduur en erfelijkheid. Tijdschrift voor sociale geneeskunde
- 1955. Daling van intelligentie in de samenleving? Tijdschrift voor Sociale Geneeskunde
- 1955. Het klimaat voor medisch wetenschappelijk onderzoek. Nederlands Tijdschrift voor Geneeskunde
- 1956. Anthropogenetica in het Medisch denken.  Tijdschrift voor Sociale Geneeskunde
- 1957. Chronische ziekten in de samenleving. Tijdschrift voor Sociale Geneeskunde
- 1957. R.J. Zonneveld en A. Polman. Hereditary Factors in Longevity. Acta Genetica
- 1958. Differentiële sterfte naar geslacht en leeftijd. Tijdschrift voor Sociale Geneeskunde.
- 1958. (ter inleiding van een bijdrage van drs. T. v.d. Brink). Beroepsindeling ten behoeve van sociaal geneeskundige onderzoekingen. Tijdschrift voor Sociale Geneeskunde
- 1958. Met E.W. Hofstee en J. Hijmans de Haas. Differentiële sterfte. Vereniging voor Demografie
- 1958. Eindrapport van de werkzaamheden der adviescommissie TNO inzake toxoplasmosis. Documenta de Medicina Geographica et Tropica